# 奧索洛鎮區 (印地安納州埃爾克哈特縣)
奧索洛鎮區（英語：Osolo Township）是位於美國印地安納州埃爾克哈特縣的一個行政鎮區。

## 地方資料
根據2010年美國人口普查的數據，奧索洛鎮區的面積為67.40平方千米，當中陸地面積為64.80平方千米，而水域面積為2.60平方千米。當地共有人口28032人，而人口密度為每平方千米415.91人。